# Temao
Temao ist ein Ort im südlichen Teil des pazifischen Archipels der Gilbertinseln nahe dem Äquator im Staat Kiribati mit einer Landfläche von 5 Hektar. 2020 wurden 219 Einwohner gezählt.

## Geographie
Temao ist der südlichste Ort auf der Insel Tanyah im Norden des Atolls Onotoa. Mittels eines Damms, der über die unbewohnten Inseln Abanekeneke, Naan Tabuariki und Abeiningan nach Südosten verläuft, gibt es eine Verbindung nach Otowae. Der nächste Ort im Norden ist Buariki. Dazwischen liegt an der Lagunenseite der Bootsanleger Tanyah Jetty.

## Klima
Das Klima ist tropisch heiß, wird jedoch von ständig wehenden Winden gemäßigt. Ebenso wie die anderen Orte der südlichen Gilbertinseln wird Temao gelegentlich von Zyklonen heimgesucht.